# Polyconoceras spilotus
Polyconoceras spilotus är en mångfotingart som beskrevs av Carl Graf Attems 1914. Polyconoceras spilotus ingår i släktet Polyconoceras och familjen Rhinocricidae. Inga underarter finns listade i Catalogue of Life.